# Platycerota
Platycerota is een geslacht van vlinders van de familie spanners (Geometridae), uit de onderfamilie Ennominae.

## Soorten
- P. crinita Warren, 1897
- P. olivatia Hampson, 1902
- P. percrinita Prout, 1932
- P. spilotelaria Walker, 1862